# Achim Müller

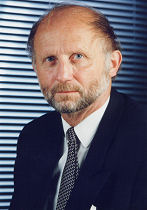
Achim Müller

Achim Müller (* 14. Februar 1938 in Detmold; † 28. Februar 2024 ebenda) war ein deutscher Chemiker und Professor für Anorganische Chemie.

## Leben und Werk
Müller promovierte 1965 bei Oskar Glemser an der Universität Göttingen mit einem Thema aus dem Bereich der experimentellen Thermochemie: Beiträge zur Untersuchung von Reaktionen zwischen Oxiden und Wasserdampf. Die Habilitation erfolgte 1967 über ein Thema aus dem Bereich der Schwingungsspektroskopie. 1977 erhielt er den Ruf auf einen Lehrstuhl für Anorganische Chemie an der Fakultät für Chemie der Universität Bielefeld. Zuletzt arbeitete er über Nanostrukturen.
Die Forschungsinteressen von Müller reichten von der Übergangsmetallchemie, der Spektroskopie, der Bioanorganischen Chemie, der Magnetochemie und der Nanowissenschaft/Materialwissenschaft bis hin zu Darstellungen chemischer und naturwissenschaftlicher Sachverhalte in allgemein verständlicher Form sowie der Beschäftigung mit wissenschaftsphilosophischen Fragestellungen.
Insbesondere Müllers Entdeckungen der molekularen Riesenkugeln (Keplerate) des Typs Mo132 (Durchmesser ca. 3 nm), der radförmigen Strukturen des Typs Mo154 und der großen molekularen „Zitrone“ Mo368 (größte Ausdehnung ca. 6 nm) führten einen Paradigmenwechsel über die mögliche Größe und Eigenschaften von nichtlinearen Einzelmolekülen herbei. Diese Moleküle sind sehr groß verglichen z. B. mit der Länge eines zweiatomigen Sauerstoff-Moleküls von 0,12 nm als Maßstab. Mo368 ist 50 mal größer und hat eine Raumerfüllung von 50 × 30 × 30 Nanometern. Es handelt sich um das größte bekannte und charakterisierte, anorganische molekulare Gebilde. Alle genannten Cluster gehören zu einem Verbindungstyp, der unter dem Oberbegriff Polyoxometallate zusammengefasst wird.
Müllers Arbeiten zeigten, wie man mit Hilfe der kugelförmigen Keplerate neue Phänomene untersuchen kann, wobei u. a. zelluläre Prozesse und der Ionentransport durch Zellmembranen modelliert werden können.
Bis heute wurden die wissenschaftlichen Ergebnisse in mehr als 900 Beiträgen in wissenschaftlichen Fachzeitschriften (ca. 100 mit verschiedenen Ausrichtungen) und 16 Buchbeiträgen dokumentiert. In einem Abschnitt über Achim Müller in F. A Cotton’s Autobiographie (S 310/11): My Life in the Golden Age of Chemistry: More Fun Than Fun, liest man: „‚The Most Unforgettable Character I Have Met.‘ For me Achim Müller could be that man.“

## Auszeichnungen
Müller erhielt eine Vielzahl hochrangiger nationaler und internationaler Auszeichnungen und wurde mit einer Reihe von Ehrenpromotionen gewürdigt. Im Jahr 1994 wurde er zum Mitglied der Nationalen Akademie der Wissenschaften  Leopoldina gewählt. Ab 1998 war er Mitglied der Academia Europaea, ab 2002 gewähltes Mitglied der Leibniz-Sozietät der Wissenschaften zu Berlin.
2000 bekam er den Alfred-Stock-Gedächtnispreis der GDCh und 2006 die Wilhelm-Manchot-Forschungsprofessur der Technischen Universität München. 2008 wurde er mit dem Centenary Prize der Royal Society of Chemistry in London, UK, ausgezeichnet. 2012 erhielt er einen mit 1,2 Millionen Euro dotierten ERC-Advanced Grant des Europäischen Forschungsrates (ERC).

## Schriften
Nur Übersichtsartikel:
- (mit P. Gouzerh): a) From linking of metal-oxide building blocks in a dynamic library to giant clusters with unique properties and towards adaptive chemistry. Chem. Soc. Rev., 2012, 41, 7431.
- (mit P. Gouzerh): Capsules with Highly Active Pores and Interiors: Versatile Platforms at the Nanoscale. Chem. Eur. J. (Concept), 2014, 20, 4862.
- (mit  C. Serain): Soluble Molybdenum Blues – „des Pudels Kern“. Acc. Chem. Res., 2000, 33, 2.
- (mit P. Kögerler, H. Bögge): Pythagorean Harmony in the World of Metal Oxygen Clusters of the {Mo11} Type: Giant Wheels and Spheres Both Based on a Pentagonal Type Unit. Structure and Bonding, 2000, 96, 203.
- (mit F. Peters, M. T. Pope, D. Gatteschi): Polyoxometalates: Very Large Clusters – Nanoscale Magnets. Chem. Rev., 1998, 98, 239.
- (mit H. Reuter, S. Dillinger): Supramolecular Inorganic Chemistry: Small Guests in Small and Large Hosts. Angew. Chem. Int. Ed. Engl., 1995, 34, 2328.
- Induced molecule self-organization. Nature, 1991, 352, 115.